# Ludwinów (powiat włoszczowski)
Ludwinów – wieś sołecka w Polsce, położona w województwie świętokrzyskim, w powiecie włoszczowskim, w gminie Włoszczowa.
W latach 1975–1998 miejscowość należała administracyjnie do województwa kieleckiego.

## Części wsi
| SIMC    | Nazwa       | Rodzaj    |
| ------- | ----------- | --------- |
| 0278310 | Czechy      | część wsi |
| 0278327 | Kobyla Wieś | część wsi |
| 0278333 | Małe Huby   | część wsi |

## Historia
Wieś wymieniona w słowniku w gminie Radków, parafii Bebelno.
Według spisu powszechnego z roku 1921 miejscowość Ludwinów posiadała 51 domów i 310 mieszkańców